# 刘建 (燕王)
刘建（？—前181年），汉朝皇子、第三任燕王、第一任同姓燕王，汉高帝第八子。高帝十一年（前196年），燕王卢绾逃亡到匈奴，第二年（前195年），立刘建为燕王。十五年後（前181年），刘建薨逝，谥号燕靈王。刘建有一個美人为他生下的庶子，吕后派人杀之，刘建绝后。

## 註解
1. ↑  班固. . . 詔諸侯王議可立為燕王者，長沙王臣等請立子建為燕王。
2. ↑  班固. . . 九月，燕王建去世。

## 延伸阅读
[在维基数据编辑]
 《漢書·卷038》，出自班固《漢書》